# Die Flut ist pünktlich
Die Flut ist pünktlich ist ein deutscher Fernsehfilm des Regisseurs Thomas Berger, der auf der gleichnamigen Kurzgeschichte des Schriftstellers Siegfried Lenz basiert.

## Handlung
Am Strand einer Nordseeinsel wird die Leiche von Alexander Halbach angetrieben, der auf der Insel ein Ferienhaus besaß. Die Polizistin Maike Harms untersucht den Vorfall und muss herausfinden, ob es sich um einen Unfall, Selbstmord oder Mord handelt.

## Hintergrund
Die Flut ist pünktlich wurde von Network Movie produziert. Die Dreharbeiten fanden auf Sylt, Rømø, an der dänischen Nordseeküste und in Hamburg statt. Die Erstausstrahlung am 24. Februar 2014 im ZDF sahen 6,43 Millionen Zuschauer, was einem Marktanteil von 19,3 Prozent entspricht.

## Rezeption
Jens Müller von der taz lobt die „hervorragende Besetzung“ und hebt dabei die „erfreuliche Abwesenheit des Volksschauspielers Fedder“ hervor.